# Багаджа – Сейдинський НПЗ
Багаджа – Сейдинський НПЗ – трубопровідна система для транспортування рідких вуглеводнів туркменського газопереробного заводу Багаджа.
В 2006 році на сході пустелі Каракум почав роботу ГПЗ Багаджа. Вилучені ним гомологи метану подаються по двом трубопроводам завдовжки 37 (за іншими даними – 40) км до Сейдинського НПЗ. Одна з ліній призначена для транспортування конденсату, який надалі проходить переробку у нафтопродукти на НПЗ, тоді як інша лінія перекачує зріджений нафтовий газ (пропан-бутанова фракція), що вирушає на експорт через наливний залізничний термінал зазначеного заводу.
Відносно обсягів перекачки можливо відзначити, що за 11 місяців 2020-го на ГПЗ Багаджа було випущено 8,3 тисячі тон ЗНГ та 24,5 тисячі тон конденсату.